# Keith Robinson (Rugbyspieler)
Keith John Robinson (* 14. Dezember 1976 in Te Aroha) ist ein ehemaliger neuseeländischer Rugby-Union-Spieler, der auf der Position des Zweite-Reihe-Stürmers spielte.
Im Jahr 2006 wurde er für die All Blacks berufen, nachdem er ein beachtliches Comeback von einer schweren Rückenverletzung hatte. Davor spielte er zuletzt im Jahr 2004 gegen die Pacific Islanders, da er während seiner aktiven Zeit andauernd von Verletzungen geplagt wurde. Er machte sein Länderspiel-Debüt bei der November-Tour 2002 der All Blacks, aber nach drei Länderspielen musste er weitere 18 Monate warten, um vom neuen Trainer Graham Henry für die Tri Nations 2004 berufen zu werden. Er spielte für Waikato und Taranaki im Air New Zealand Cup und für die Chiefs in der Super 14.
Im Oktober 2007 gab er seinen Rücktritt vom aktiven Rugby im Alter von nur 30 Jahren bekannt. Als Grund für seinen Rücktritt nannte er seine immer wiederkehrende Verletzung am linken Knie.
Er hat eine Größe von 1,98 m und ein Gewicht von 115 kg.